# مديرية الوضيع

تعديل مصدري - تعديل

مديرية الوضيع إحدى مديريات محافظة أبين في اليمن. بلغ عدد سكانها 23400 نسمة عام 2004.

موقع مديرية الوضيع في محافظة أبين

في قرية ذكين التابعة لهذه المديرية ولد الرئيس اليمني عبد ربه منصور هادي، .

## التقسيم الإداري
تقسم المديرية إدارياً إلى عزلة واحدة تحمل نفس اسم المديرية.

### أحياء المديرية
```
حي محنف / حي عزان / حي مجدب / حي غندور / حي السوق التجاري / حي الجرباء / حي 30 نوفمبر . 
```

### قرى العزلة
1. قرى منطقة السواد: وهي تضم أكبر قرى المديرية قرية سمعان، الحردوب، الحمرة، الرتاعي، الحاطبة، القشيعة، الجدار.
2. قرى منطقة جحرة: الكمع، حبيل الحسارة، القرارة، النجم، الحمرة، عطية، المنقاش، القرية، لفقاش، المشتبح، زاهر، ، المزرعة، الراس، المقطن، الحجل، فريدة، الشحطة، البطان، الكورة، مقرن، عزان، جريزفان، الحبيل، المخلس، المحجب، امنصيمة، الكدو، لبو، النجفة، املزان، عرمة، النقع، ضاظة، حباب.

هذه القرى الكبيرة غير الفروع الصغيرة وتمتاز هذه بتربية الماشية والزراعة.